# Sauce andalouse
Pour l’article homonyme, voir Andalouse.
La sauce andalouse est :

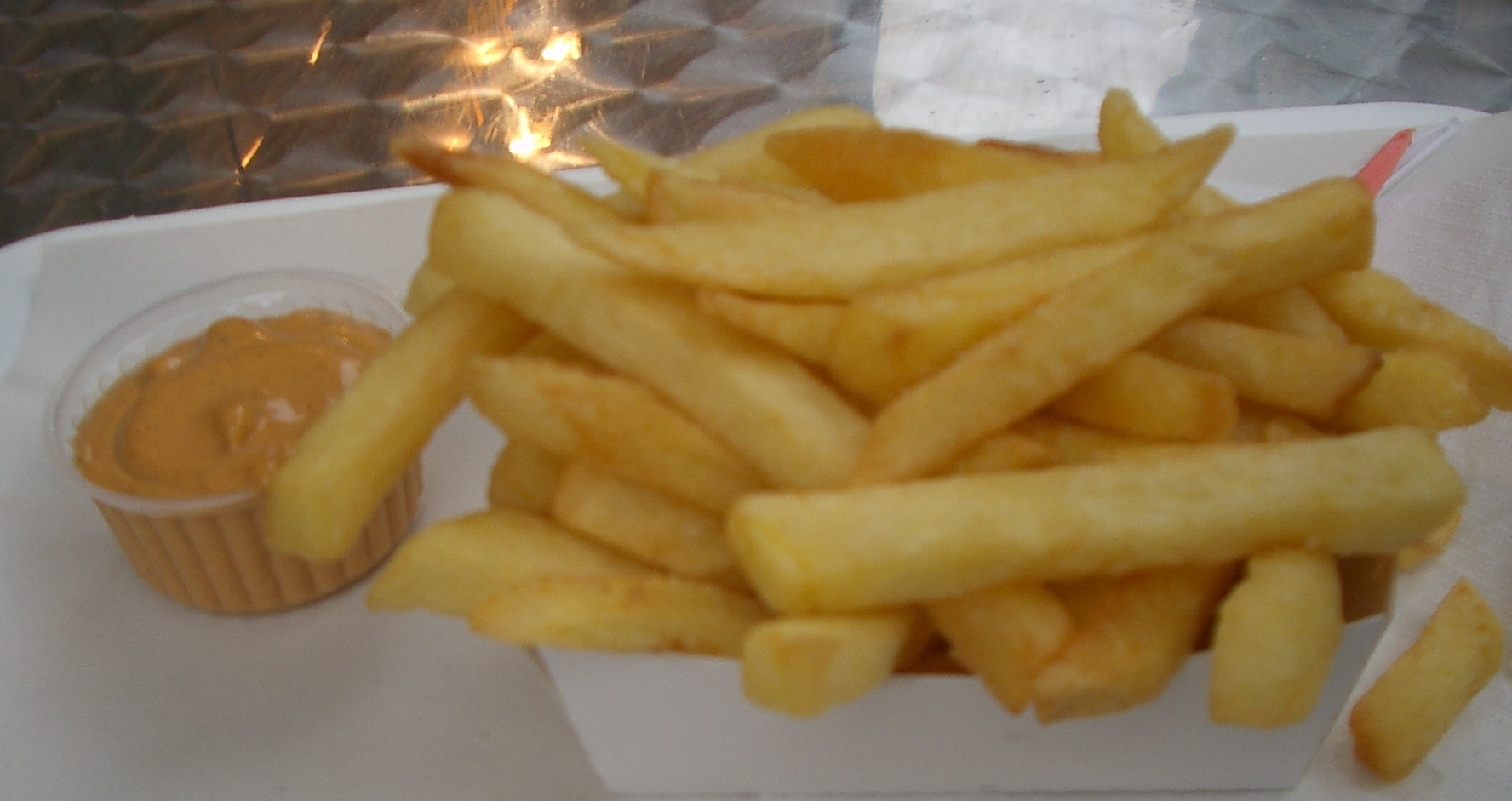
Frites accompagnées de sauce andalouse.

- soit une sauce chaude à base de velouté[2] de tomate et de piment doux, assaisonné de persil et d'ail. Certaines recettes utilisent également de la sauce espagnole comme base[3] ;
- soit une sauce froide à base de mayonnaise, de tomates, de différentes épices, d'ail, d'échalotes, de poivrons et de piments doux[4]. Elle est décrite par Escoffier en 1903[5].

De nos jours, la sauce andalouse est vendue dans la grande distribution sous forme de sauces prêtes à l'emploi. Elle fait partie des accompagnements préférés des frites en Belgique.